# 113. вечити дерби у фудбалу
113. вечити дерби у фудбалу је фудбалска утакмица одиграна у Београду 30. октобра 1999. године, између Црвене звезде и Партизана. Утакмица се завршила резултатом 2 : 0 (1 : 0) за Партизан.